# 進賢県
進賢県（しんけん-けん）は中華人民共和国江西省南昌市に位置する県。

## 行政区画
- 鎮:民和鎮、李渡鎮、温圳鎮、文港鎮、梅荘鎮、張公鎮、羅渓鎮、架橋鎮、前坊鎮
- 郷:三里郷、二塘郷、鍾陵郷、池渓郷、南台郷、三陽集郷、七里郷、下埠集郷、衙前郷、白圩郷、長山晏郷、泉嶺郷

## 交通

### 鉄道
- 中国国家鉄路集団
  - 滬昆旅客専用線
    - 進賢南駅

  - 昌景黄線（中国語版）
    - 進賢北駅

  - 滬昆線
    - 進賢駅

### 道路
- 高速道路
  - 滬昆高速道路
  - 福銀高速道路
  - S36 徳昌高速道路
- 国道
  - G316国道
  - G320国道